# Міллбрук (Нью-Йорк)
Міллбрук (англ. Millbrook) — селище (англ. village) в США, в окрузі Дачесс штату Нью-Йорк. Населення — 1455 осіб (2020).

## Географія
Міллбрук розташований за координатами 41°47′4″ пн. ш. 73°41′40″ зх. д. / 41.78444° пн. ш. 73.69444° зх. д. (41.784578, -73.694358).  За даними Бюро перепису населення США в 2010 році селище мало площу 5,14 км², з яких 5,00 км² — суходіл та 0,14 км² — водойми.

## Демографія
Згідно з переписом 2010 року, у селищі мешкали 1452 особи в 691 домогосподарстві у складі 387 родин. Густота населення становила 282 особи/км².  Було 798 помешкань (155/км²).
Расовий склад населення:
| - 92,6 % — білих - 2,0 % — чорних або афроамериканців - 1,0 % — азіатів - 0,1 % — корінних американців - 3,2 % — осіб інших рас |

До двох чи більше рас належало 1,2 %. Частка іспаномовних становила 7,3 % від усіх жителів.
За віковим діапазоном населення розподілялося таким чином: 21,5 % — особи молодші 18 років, 55,4 % — особи у віці 18—64 років, 23,1 % — особи у віці 65 років та старші. Медіана віку мешканця становила 46,4 року. На 100 осіб жіночої статі у селищі припадало 87,1 чоловіків;  на 100 жінок у віці від 18 років та старших — 79,2 чоловіків також старших 18 років.
Середній дохід на одне домашнє господарство  становив 105 997 доларів США (медіана — 75 809), а середній дохід на одну сім'ю — 151 775 доларів (медіана — 113 250). Медіана доходів становила 57 500 доларів для чоловіків та 50 769 доларів для жінок. За межею бідності перебувало 7,5 % осіб, у тому числі 9,2 % дітей у віці до 18 років та 5,0 % осіб у віці 65 років та старших.
Цивільне працевлаштоване населення становило 794 особи. Основні галузі зайнятості: освіта, охорона здоров'я та соціальна допомога — 34,6 %, мистецтво, розваги та відпочинок — 14,7 %, науковці, спеціалісти, менеджери — 12,6 %.